# Feucht
Feucht là một đô thị ở Nürnberger Land bang Bayern thuộc nước Đức.